# Bitva u Benningtonu
Bitva u Benningtonu byla jednou z bitev americké revoluční války. Odehrála se 16. srpna 1777 a americké vítězství v tomto střetnutí bylo důležité i pro následující bitvy u Saratogy, které proběhly v září a říjnu 1777. Došlo k ní v dnešním Walloomsacu ve státě New York, asi 16 km od Benningtonu ve Vermontu. Americké povstalecké jednotky o síle 2000 mužů byly tvořeny především milicemi z New Hampshire a Massachusetts a vedl je generál John Stark. Posíleny byly milicemi z Vermontu vedenými plukovníkem Sethem Warnerem a dále členy pluku Green Mountain Boys. Kolonisté rozhodně porazili část armády generála Johna Burgoyna pod vedením plukovníka Friedricha Bauma, jehož jednotky byly podporované dalšími muži pod vedením plukovníka Heinricha von Breymann. Baumovy jednotky čítající 700 mužů byly složeny převážně z Hesenských, dále z menšího počtu mužů z Brunšviku, Kanaďanů, loyalistů a Indiánů. Burgoyne poslal Bauma a jeho vojáky napadnout Bennington v New Hampshire Grants (také zvané Benning Wentworth Grants) a získat zde koně, tažná zvířata, a další zásoby. Burgoyne a Baum věřili, že město bude jen lehce bráněno. Netušili o rozmístění Starkových milicí o síle 1500 mužů. Po přestávce v boji kvůli dešti se Starkovi muži zmocnili Baumovy pozice, zajali mnoho mužů a plukovník Baum byl v boji zabit. Když Stark a jeho muži čistili bojiště, dorazily oběma stranám posily a bitva se rozhořela znovu. Warner a Stark znovu porazili Breymannovy posily a způsobili Britům těžké ztráty. Bitva byla pro americkou věc velkým strategickým úspěchem a je považována za jeden z bodů obratu v revoluční válce. Burgoyne ztratil téměř 1000 mužů, přišel o podporu domorodých Američanů, kteří ho po bitvě velmi brzy opustili, a přišel také o tolik potřebné zásoby, koně a tažná zvířata. Všechny tyto faktory přispěly k Burgoynově porážce v bitvě u Saratogy. Vítězství povzbudilo koloniální podporu hnutí za nezávislost a hrálo klíčovou roli při zapojení Francie do války na straně povstalců. Výročí bitvy se ve státě Vermont slaví jako Bennington Battle Day.

## Před bitvou
Po dva roky trvající válce se Britové rozhodli změnit strategii. Když přišli o povstalecké kolonie v Nové Anglii, rozhodli se oddělit Třináct kolonií a izolovat Novou Anglii od jižních kolonií, které Britové považovali za věrnější koruně. Britské velení vymyslelo velký plán: rozdělit kolonie pomocí třícestného klešťového obchvatu. Západní kleště měly tvořit jednotky postupující na východ od jezera Ontario pod velením Barryho St. Legera, jejichž postup byl nicméně zastaven neúspěšným obléháním pevnosti Stanwix. Jižní část klešťového obchvatu by tvořily jednotky generála Williama Howea, které měly postupovat údolím řeky Hudson. Tato část plánu se nikdy neuskutečnila, neboť generál William Howe se místo toho rozhodl táhnout na Filadelfii. Úspěšný byl tedy pouze severní obchvat generála Burgyona, jehož jednotky postupovaly na jih od Montrealu. Po britských vítězstvích v Hubbardtonu, u Fort Ticonderogy a Fort Anne chtěl generál John Burgoyne pokračovat v bojích u Saratogy s cílem dobýt Albany a získat kontrolu nad údolím řeky Hudson, kde se jeho jednotky měly (pokud by vše probíhalo podle plánu) setkat s dalšími částmi britské armády a rozdělit území kolonií na dvě části.

### Britské síly
Burgoynův útok na Albany se zpočátku setkal s určitým úspěchem, včetně rozehnání mužů Setha Warnera v bitvě u Hubbardtonu. Jeho postup se však do konce července zpomalil z důvodu logistických potíží, zhoršených americkým zničením klíčové silnice. Zásobování jeho armády začalo váznout. Burgoynův problém se zásobami se zhoršil začátkem srpna po zprávě od generála Howea, že pochoduje na Filadelfii a tudíž nepostupuje údolím řeky Hudson. V reakci na návrh, který velitel jeho německých vojsk baron Friedrich Adolf Riedesel podal 22. července, Burgoyne vyslal oddíl asi 800 vojáků pod vedením plukovníka Friedricha Bauma z Fort Miller s cílem získat koně pro německé dragouny a tažná zvířata pro zbytek jednotek a obtěžovat nepřítele. Základ jednotek plukovníka Bauma tvořili pěší dragouni Brunšvického regimentu prince Ludwiga. Cestou se k nim přidali místní loyalisté, někteří Kanaďané a asi 100 Indiánů spolu s rotou britských ostrostřelců (tzv. sharpshooters). Baumovi bylo původně nařízeno, aby pokračoval do údolí řeky Connecticut, neboť tam prý mohli být získáni koně pro německé dragouny. Nicméně, zatímco Baum se připravoval na odchod, Burgoyne slovně změnil cíl, jímž se mělo stát dobytí zásobovacího skladu u Benningtonu, neboť Britové věřili, že město střeží jen zbytek Warnerovy brigády, asi 400 mužů koloniálních milicí.

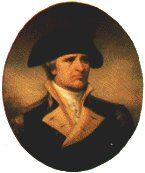
Americký generál John Stark

### Americké síly
Burgoyne nevěděl, že občané tzv. New Hampshire Grants (sporné území nárokované New Yorkem a Vermontem) apelovali na státy New Hampshire a Massachusetts a požádali o ochranu před invazí po britském dobytí pevnosti Ticonderoga. New Hampshire odpověděl 18. července zmocněním bývalého důstojníka kontinentální armády Johna Starka ke svolání milicí na obranu lidí či „k obtěžování nepřítele“. S využitím prostředků poskytnutých Johnem Langdonem, Stark soustředil během šesti dnů 1 500 mužů milicí z New Hampshire, což bylo více než deset procent populace této kolonie ve věku nad šestnáct let. Nejprve pochodovali k pevnosti „Fort at Number 4“ (dnešní Charlestown, New Hampshire), poté překročili řeku Connecticut a dorazili do Manchesteru, kde se Stark připojil k Warnerovi. V Manchesteru se generál Benjamin Lincoln pokoušel prosadit armádní velení nad Starkem a jeho muži. Jeho dřívější rychlejší postup v hodnostech byl jednou z příčin Starkova dočasného odchodu z kontinentální armády. Stark jeho snahu o převzetí velení odmítl s prohlášením, že výhradně on je odpovědný orgánům New Hampshire. Poté Stark pokračoval do Benningtonu s Warnerem jako průvodcem, zatímco Warnerovi muži zůstali v Manchesteru. Lincoln se vrátil do amerického tábora v Stillwater, kde spolu s generálem Philipem Schuylerem navrhli plán pro 500 Lincolnových mužů. Bylo rozhodnuto, aby se připojil ke Starkovi a Warnerovi v akcích, které by narušovaly Burgoynovy komunikační a zásobovací linie ve Skenesboru. Přesuny Baumových jednotek tyto plány významně změnily.

## Předehra
Baumovy německé jednotky 9. srpna opustily Burgoyneův tábor ve Fort Edward a pochodovaly do Fort Miller, kde čekaly, až se k nim připojí Indiáni a rota britských střelců. Dne 11. srpna se vydaly na pochod k Benningtonu. Plukovník Baum se po menších potyčkách od zajatců dozvěděl, že v Benningtonu je značná vojenská síla. Dne 14. srpna Baumovi vojáci narazili na oddíl Starkových mužů vyslaných prověřit zprávy o Indiánech, kteří se měli v této oblasti nacházet. Starkovi muži se dali na ústup a za sebou zničili most, čímž Baumův postup zpomalili. Když Stark dostal informaci o blížících se britských posilách, poslal do Manchesteru žádost o podporu, a poté přesunul své jednotky z Benningtonu blíže k Baumovým oddílům a vytvořil obrannou linii. Po prvním kontaktu s nepřítelem poslal Baum Burgoynovi zprávu naznačující, že americká síla je větší než se očekávalo, ale že je pravděpodobné, že před jeho vojskem kolonisté ustoupí. Potom postupoval o několik kilometrů dále, až se přiblížil ke Starkově pozici. Načež si uvědomil, že alespoň část jeho první zprávy nebyla správná, a tak poslal Burgoynovi druhou zprávu s žádostí o posilu.

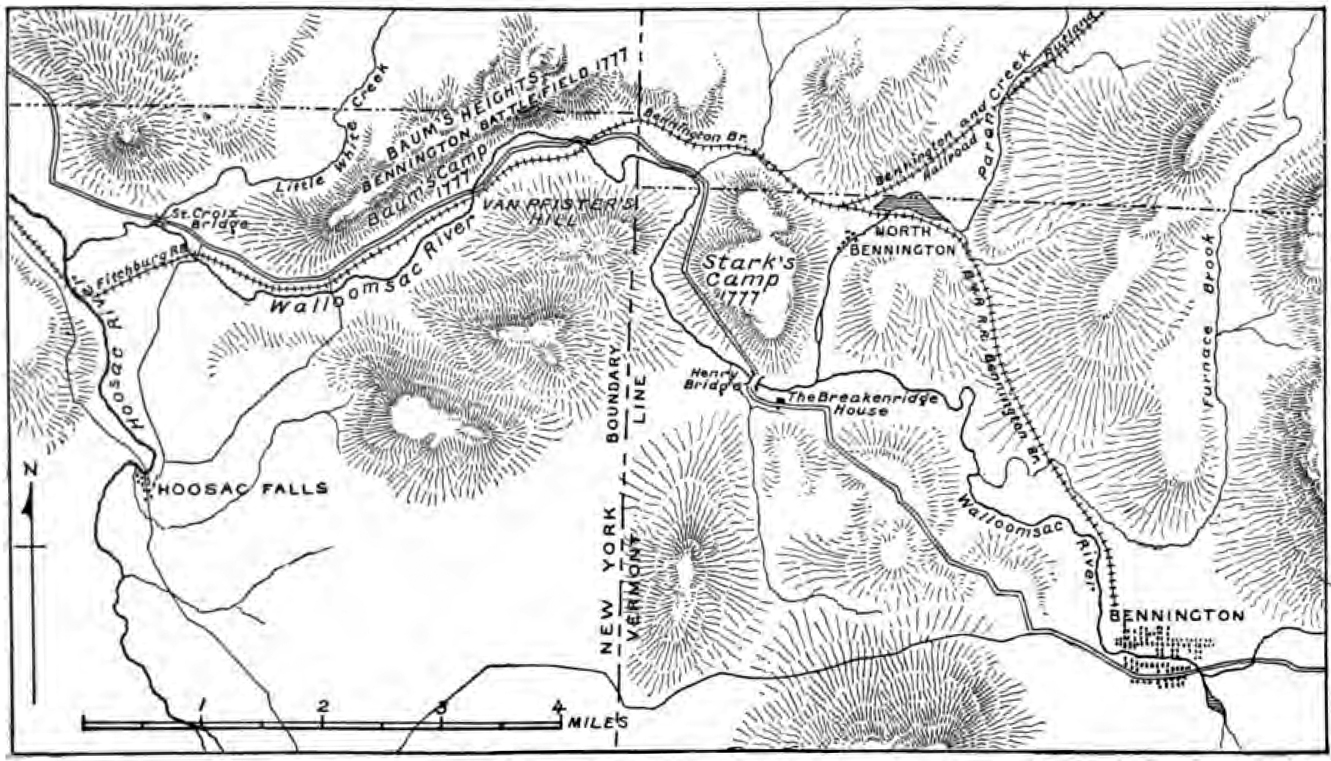
Mapa z počátku 20. století zobrazující bojiště

Další den a půl pršelo, což způsobilo odklad bitvy. Během této doby Baumovi muži stavěli redutu na vrcholu kopce a doufali, že počasí zabrání Američanům v útoku do doby, než jim dorazí posily. Stark vyslal muže ke zkusmému přepadu německých linií, přičemž se jim navzdory obtížím udržovat svůj střelný prach v suchu podařilo zabít třicet Indiánů. Posily pro obě strany dorazily až 15. srpna, pochod byl kvůli špatnému počasí ztížen. Burgoyne vyslal Baumovi na pomoc 550 mužů pod vedením Heinricha von Breymanna, Warner přijal 350 mužů z Green Mountain Boys, kteří přišli od Manchesteru pod velením poručíka Samuela Safforda. Později v noci 15. srpna byl Stark probuzen příchodem Parsona Thomase Allena s milicemi z Massachusetts a z nedalekého Berkshire County, kteří trvali na připojení k jeho mužům. Thomas Allen prohlásil, že jeho muži už nikdy znovu nepřijdou, pokud jim nebude dovoleno účastnit se bojů. Stark řekl: „Chcete jít o do boje v této temné a deštivé noci? Vraťte se zpět ke svým lidem a řekněte jim, aby si odpočinuli, pokud to bude možné, a pokud nám Bůh dá zítra Slunce a já vám nedám dostatek příležitosti bojovat, už Vás nikdy nepovolám zpět.“ Starkovy síly se znovu zvětšily další den s příchodem Indiánů ze Stockbridge (křesťanští Indiáni, vesměs příslušníci kmene Mohykánů a Munsee), což navýšilo počet Starkových mužů (mimo mužů Warnerových) na téměř 2 000.
Také Baum dostal posilu. Počet jeho mužů se zvýšil o skupinu 100 místních loajalistů, kteří dorazili do tábora ráno 16. srpna.

## Bitva

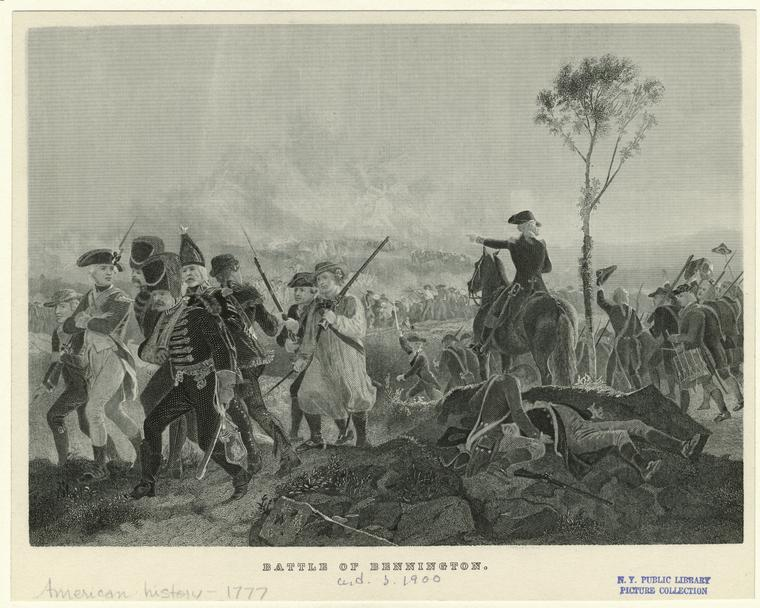
Bitva u Benningtonu, rytina přibližně z roku 1900

Odpoledne 16. srpna se počasí vyjasnilo a Stark nařídil svým mužům, aby byli připraveni k útoku. Stark shromáždil své muže a vyzval je k boji s tím, že tu jsou aby bojovali za svá „přirozená práva stejná jako mají Angličané“ a dodal: „Jsou to vaši nepřátelé, červenokabátníci a Toryové. Buď je dostaneme, nebo Molly Starková dnes usne jako vdova.“ Když se Baum dozvěděl, že muži z milicí jsou rozptýleni v lesích, předpokládal, že Američané ustupují nebo se přesouvají. Stark se však rozhodl vytěžit vše ze slabin německého široce rozptýleného postavení a na obě strany svých linií vyslal značné síly. Tomuto přesunu pomohla lest použitá Starkovými muži. Tato lest jim umožnila bezpečně se přiblížit, aniž by znepokojila nepřátelské síly. Němcům, z nichž většina nemluvila anglicky, bylo řečeno, že vojáci s kousky bílých papírů na kloboucích jsou loajalisté, aby na ně tedy nestříleli. Starkovi muži to také slyšeli a mnoho z nich vhodně ozdobilo své klobouky. Když boje kolem třetí hodiny odpoledne vypukly, německé pozice byly okamžitě zasaženy střelbou, kterou Stark popsal jako „nejžhavější střetnutí, jaké jsem kdy viděl, připomínající neustálé hřmění hromu“. Starkovi muži dobyli pozice loyalistů a Indiánů, načež mnoho z nich uprchlo nebo se vzdalo. Baum a jeho němečtí dragouni zůstali uvězněni na kopci. Němci statečně bojovali i poté, co jim došel prach a jejich muniční vůz byl zničen. V zoufalství tasili dragouni své šavle a zaútočili ve snaze prorazit hrozící obklíčení. Útok ale děsivě selhal, což mělo za následek masivní německé ztráty a na povstalcích nebylo získáno žádné území. Baum byl v boji smrtelně zraněn a zbývající Němci se vzdali.
Po ukončení bojů, zatímco Starkovi muži byli zaneprázdněni odzbrojováním vězňů a rabováním jejich zásob, dorazil Breymann se svou posilou. Když viděli Američany nepřipravené k boji, okamžitě zavelel k útoku. Po rychlém přeskupení se Starkovy síly pokusily udržet pozice proti novému německému útoku, ale posléze začaly ustupovat. Než se jejich linie zcela zhroutila, dorazili na scénu Warnerovi muži, aby posílili Starkovy jednotky. Bitva pokračovala až do tmy, když se obě strany od sebe odtrhly. Breymann zavelel k ústupu; ztratil jednu čtvrtinu svých mužů a všechna svá děla.

## Následky

Tzv. Benningtonská vlajka, o které se dlouho nesprávně věřilo, že byla použita během bitvy

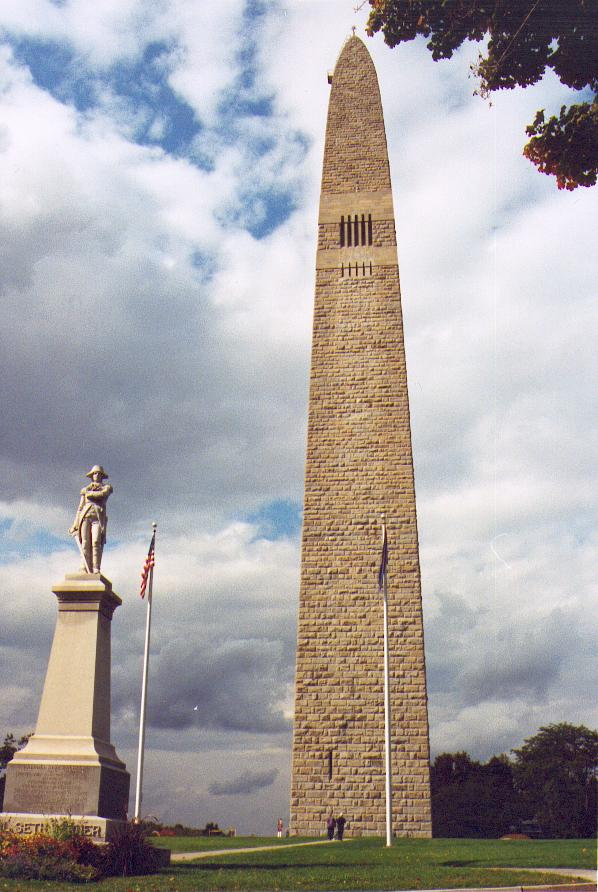
Památník bitvy u Benningtonu, Bennington, Vermont

Celkové německé a britské ztráty u Benningtonu byly vyčísleny na 207 mrtvých a 700 zajatých. Americké ztráty zahrnovaly 30 mrtvých a 40 zraněných. Bitva byla zvlášť brutální, když se probritští loyalisté setkali s protibritskými patrioty, protože v některých případech pocházeli ze stejných komunit. Vězni, kteří byli nejprve zadržováni v Benningtonu, byli odvedeni do Bostonu. Burgoyneova armáda byla připravena překročit Hudson u Fort Edward dne 17. srpna. Burgoyne věděl, že jeho armáda bude potřebovat posily. Pochodoval směrem k Benningtonu, když dorazila informace, že se Breymann a zbytky jeho jednotek vracejí. Přicházeli celý den a noc a zpráva o katastrofě se šířila uvnitř tábora. Účinek na Burgoynovu kampaň byl významný. Nejenže ztratil téměř 1 000 mužů, z nichž polovina byli vycvičení muži pravidelné armády (tzv. regulars), ale také přišel o důležitou podporu Indiánů. Po prohrané bitvě se mnoho Indiánů, kteří s ním přišli až z Quebeku, rozhodlo jít domů. Tato ztráta vážně ohrozila Burgoynovu schopnost průzkumu v následujících dnech. Nemožnost získat zásoby v okolí znamenala, že se musel spoléhat na nebezpečně dlouhé zásobovací trasy, o něž nakonec v září přišel. Nedostatek zásob byl významným faktorem také v jeho rozhodnutí vzdát se u Saratogy, následkem čehož Francie vstoupila do války. Američtí vlastenci reagovali na zprávy o bitvě optimisticky. Obzvláště poté, co Burgoyna opustili indiánští zvědové, se začaly objevovat malé skupiny místních vlastenců, kteří narušovali britské pozice. Významná část Starkových mužů se vrátila domů a nezúčastňovala se těchto šarvátek. Zapojili se do bojů až u Saratogy 13. října, aby pomohli dokončit obklíčení Burgoynovy armády.
John Stark byl oceněn Všeobecným sněmem New Hampshire. Na památku vítězství v bitvě u Benningtonu dostal „kompletní uniformu odpovídající jeho hodnosti“. Odměnou, kterou Stark pravděpodobně ocenil nejvíce, bylo poděkování od Johna Hancocka, prezidenta Kontinentálního kongresu, jež zahrnovalo povýšení do hodnosti brigádního generála.

## Přehled účastníků bitvy
Bitevní síly jsou popsány podle knihy Saratoga 1777: Turning Point of a Revolution od Brendana Morrisseyho. Jeho čísla jsou obecně v souladu s jinými zdroji píšícími o britských jednotkách, ačkoli existuje neshoda v celé řadě zdrojů o počtu vojáků pod Breymannem, které jsou někdy uvedeny přibližně jako 550 nebo 650. Morrissey také nesprávně identifikuje některé americké jednotky. Považuje Williama Gregga za samostatného velitele; Gregg však zjevně vedl několik jednotek v Nicholsově pluku. Morrissey také nedokázal zahrnout Massachusettské milice a chybně identifikoval Langdonovu rotu, když nesprávně udává, že byla z Worcesteru, Massachusetts. Milice z oblasti Worcesteru pochodovaly na Bennington a některé z nich dorazily den po bitvě. Langdon původně svou rotu sestavil v roce 1776, ale až v roce 1778 se stala jezdeckou. Americké síly byly tedy následující: 1) z New Hampshire: Hobartův pluk milice (domobrany) – 150 mužů, Nicholsův pluk milice – 550 mužů, Stickneyův pluk milice 150, Langdonova rota lehkého jezdectva (toho času bez koní) – počet neznámý, Další milice z New Hampshire – 1 000 mužů; 2) z Vermontu: Herrickův pluk – 300 mužů, Vermontští rangeři – 200 mužů; 3) z Massachusetts: Simondsův pluk milice – počet neznámý; 4) Kontinentální jednotky: Warnerův kontinentální pluk (Green Mountain Boys, pod velením Safforda) – 150 mužů. Britské síly byly tyto: 1) Baumovy jednotky: Dragouni Prince Ludwiga – 205 mužů, granátníci – 24 mužů, lehká pěchota – 57 mužů, řadová pěchota z pluků Riedesel, Specht a Rhetz – 37 mužů, hesenští/hanavští dělostřelci – 13 mužů, Queen's Loyal Rangers (loyalisté) – přes 150 mužů, britští ostrostřelci – 48 mužů, místní loyalisté – přes 150 mužů, Kanaďané – 56 mužů, Indiáni – přes 100 mužů; 2) Breymannovy jednotky: granátníci – 353 mužů, lehká pěchota – 277 mužů, hesenští/hanavští dělostřelci – 20 mužů.

## Dědictví

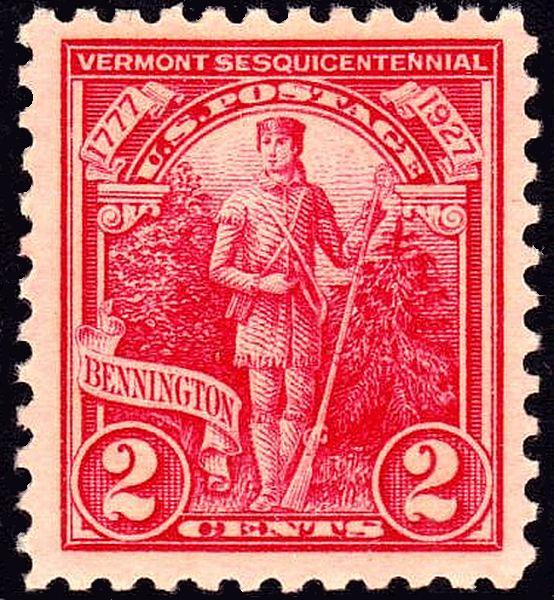
Pamětní poštovní známka vydaná ke 150. výročí bitvy u Benningtonu

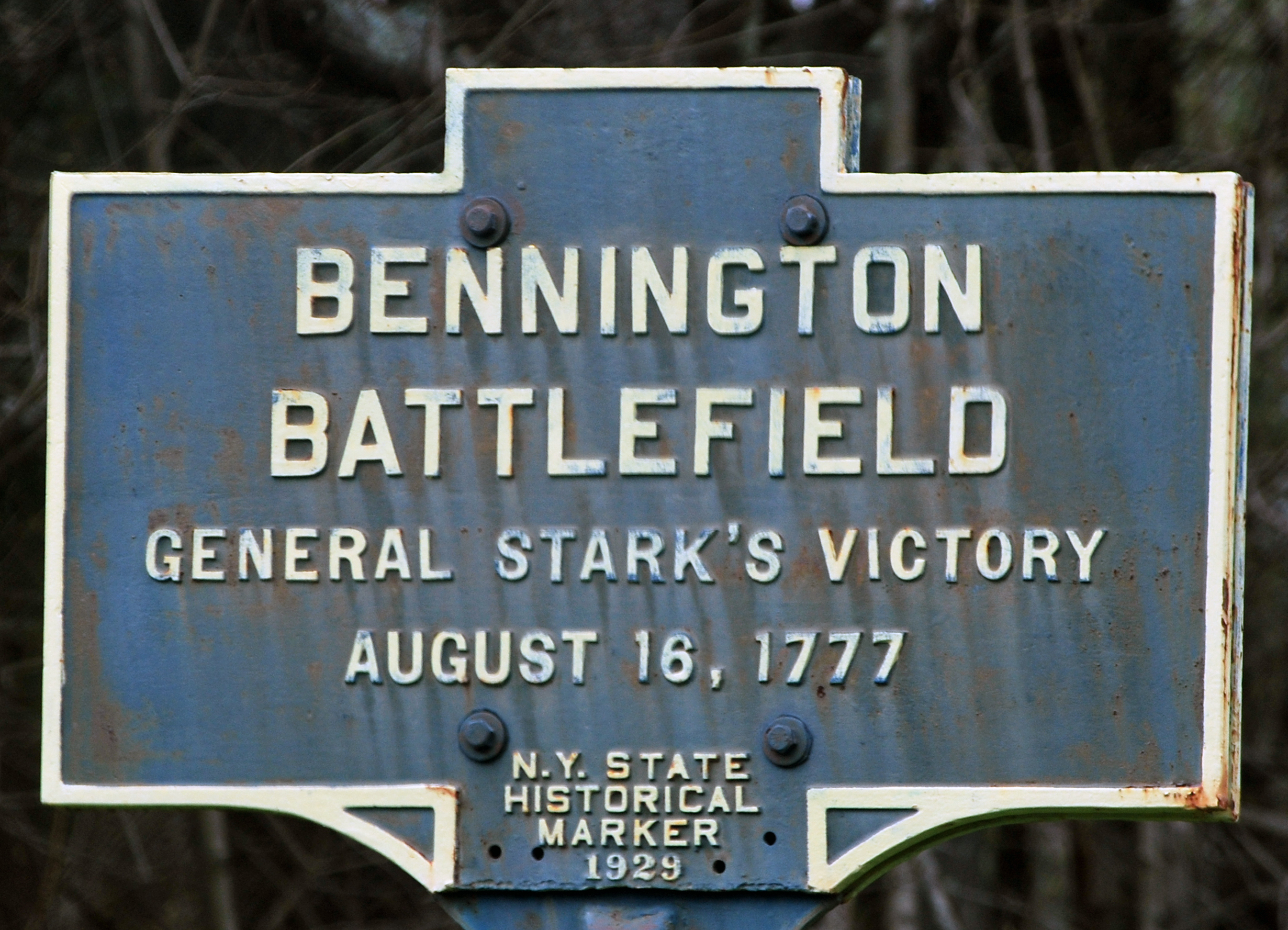
Bennington Battlefield Marker

16. srpen je ve Vermontu státní svátek, známý jako Bennington Battle Day (Den benningtonské bitvy). Místo bitvy, jež se nachází ve státě New York nedaleko hranic s Vermontem, je zapsáno do seznamu New York State Historic Sites. Jako Národní historická památka (National Historic Landmark) byl jmenován 20. ledna 1961 a do Národního registru historických míst (National Register of Historic Places) byl přidán 15. října 1966. V 70. letech 19. století podala místní historická společnost v Benningtonu návrh na vybudování památníku bitvy, který byl dokončen v roce 1889 a slavnostně odhalen roku 1891 za účasti prezidenta Benjamina Harrisona. Památník, obelisk vysoký 306 stop (93 m), je také uveden v Národním registru historických míst. Ačkoli památník nebyl dokončen včas ke stému výročí bitvy, bylo toto výročí oslaveno za účasti prezidenta USA Rutherforda B. Hayese.
Každý rok je v den výročí Bennington Battle Day vystřeleno z děla Molly Stark Cannon (pojmenované po manželce Johna Starka), nejstaršího funkčního děla ve Spojených státech. Dělo bylo ukořistěné právě v bitvě u Benningtonu.